# Gerkman
Gerkman je priimek v Sloveniji, ki ga je po podatkih Statističnega urada Republike Slovenije na dan 1. januarja 2010 uporabljalo 63 oseb.

## Znani nosilci priimka
- Viktor Gerkman (1952—2009), klinični psiholog